# Concerto per pianoforte e orchestra n. 24 (Mozart)
Il concerto per pianoforte e orchestra n. 24 in Do minore K 491 è il secondo dei due concerti per pianoforte composti da Wolfgang Amadeus Mozart in tonalità minore (l'altro è il n. 20 in Re minore K 466, composto un anno prima).
Nonostante l'uso del modo minore sia nel K 466 che nel K 491, la timbrica delle due composizioni risulta assai diversa per l'uso di due clarinetti nell'organico orchestrale e per l'assenza, nel finale, di una risoluzione luminosa, come avviene nel K 466 che è una coda quasi da dramma giocoso.
L'orchestra risulta essere la più ampia che Mozart abbia mai impiegato in un concerto, con l'impiego di un flauto, due oboi, due clarinetti, due fagotti, oltre che due corni, due trombe e timpani. La tavolozza orchestrale è sfruttata al massimo dal compositore, soprattutto nel movimento lento e nel finale nel quale, al posto del classico Rondò, è utilizzata la forma del Tema con variazioni, in tempo 2/2. Il concerto termina in modo assolutamente coerente, in un clima drammatico, con un cambio di tempo (6/8).